# 吉川久子
吉川 久子（よしかわ ひさこ）は、日本のフルート奏者。

## 来歴
- 東京都出身。父は元東映のテレビプロデューサーの吉川進。
- 小学生で習ったリコーダーから音楽に親しみ、中学生のときにフルートに転向する。
- 音楽大学を卒業後、レコード会社へ就職。だが改めてプロのフルート奏者の道を志し、現在に至る。クラシックは勿論、ポピュラー、映画音楽、日本抒情曲、子守唄、ボサノヴァ、タンゴ等多岐にわたり、ジャンルにとらわれない奏者として活躍中。
- 「マタニティコンサート」の草分け的存在でもある。
- 1993年、秋篠宮妃紀子、2014年には秋篠宮文仁親王の臨席のもと、フルートを披露した[1]。
- マタニティコンサートの初演より30年を記念し、2016年に明治神宮などで記念演奏を開催。
- 2007年、ミステリー作家、斎藤栄の小説『湘南太平記』（徳間文庫）のテーマ曲を作曲。以降、数多くの作品を発表している。
- 日本コロムビアからデビュー。これまでに多くのアルバムを発表している。
- 音楽活動のほか、産経新聞「from」・「音を楽しむ」、小学館「おやすみ前の子守歌」、つくばエクスプレス沿線情報誌『Sawawa(サワワ)』などの連載をはじめコラムやエッセイの執筆活動を行なう。
- 2010年、自著『母と子の絆を深める マタニティコンサート』（新人物往来社）を刊行。
- 2011年の東日本大震災以後、5年にわたり被災地各地にへ赴き、チャリティコンサートの開催を行うとともに、30ヵ所へ桜の植樹を行った[2] 。
- 2014年より3年間、JR鎌倉駅の発車メロディとして、童謡「鎌倉」のフルート演奏が採用[3]された。提案、録音、編曲を行い、世界初の企画として話題を集めた。
- 2017年に、日本抒情曲集アルバム『櫻』が日本航空国際線全機で紹介され、世界の人々に日本の旋律を届けた。
- 2017年より「吉川久子愛のフルートコンサート～未来の子供たちへのオマージュ～」と題したコンサートを継続して開催している。
- 音楽活動のほか、「日本ペンクラブ」「鎌倉ペンクラブ」に所属し、執筆活動も精力的に行っている。
- 2021年1月26日付け「朝日新聞（朝刊）」にて、「吉川久子さん 47都道府県の子守唄を動画配信したフルート奏者」が掲載された。

## ディスコグラフィ
| タイトル                            | 規格 | 規格品番   | 備考                           |
| ----------------------------------- | ---- | ---------- | ------------------------------ |
| 愛のフルート                        | CD   | COCG-7175  | 胎教の音楽シリーズ             |
| インティーモ 〜想いを込めて〜       | CD   | COCY-7149  |                                |
| 夢たちのコンチェルト                | CD   | COCG-10598 | 胎教の音楽シリーズ             |
| 夢はあなたの心の願い                | CD   | COCG-12264 | 胎教の音楽シリーズ             |
| 天使のセレナーデ                    | CD   | COCG-13717 | 胎教の音楽シリーズ             |
| 愛 ～Harmonize～                    | CD   | MK-4001    | フルートオルゴールアンサンブル |
| 心 ～Harmonize～                    | CD   | MK-4002    | フルートオルゴールアンサンブル |
| 風 ～Harmonize～                    | CD   | MK-4003    | フルートオルゴールアンサンブル |
| 夢 ～Harmonize～                    | CD   | MK-4004    | フルートオルゴールアンサンブル |
| 響 ～Harmonize～                    | CD   | MK-4005    | フルートオルゴールアンサンブル |
| Liberta リベルタ                    | CD   | NKCD-3470  |                                |
| Vivide ヴィヴィット                 | CD   | NKCD-3939  |                                |
| Anima アニマ                        | CD   | NKCD-6431  |                                |
| Un original アン オリジナル         | CD   | NKCD-6604  |                                |
| 鎌倉 Kamakura 鎌倉12ヶ月            | CD   | GEM-1001   |                                |
| 櫻 Sakura 心に残る日本のうた        | CD   | HYCD-1001  |                                |
| Lullaby おやすみ前の子守歌          | CD   | HYCD-1002  |                                |
| セルビアの思い出 Uspomene iz Srbije | CD   | HYCD-1003  |                                |

| タイトル                          | 規格 | 規格品番  | 備考 |
| --------------------------------- | ---- | --------- | ---- |
| 大瀧詠一作品集Vol.３ 夢で逢えたら | CD   | SRCL-9693 |      |
| 小学校行事・放送用音楽集          |      |           |      |